# 草野原々
草野 原々（くさの げんげん、1990年4月16日 - ）は、日本のSF作家。北海道札幌市在住。母は詩人の草野理恵子。

## 経歴・人物
広島県東広島市生まれ。のちに神奈川県横浜市に転居。桐蔭学園高校、慶應義塾大学環境情報学部卒業。北海道大学大学院理学院博士課程に在籍していたが、2021年4月に自身のTwitterで大学院を退学したと公表した。日本SF作家クラブ会員。
2016年、『ラブライブ!』SF合同同人誌『School idol Fictionally』（国立音ノ木坂学院SF研究部）に発表した「最後にして最初の矢澤」を改題・改稿した投稿作、「最後にして最初のアイドル」が第4回ハヤカワ・SFコンテストで特別賞を受賞し、電子書籍オリジナル版として配信されSF作家デビュー。
2017年7月、「最後にして最初のアイドル」は第48回星雲賞日本短編部門を、同年8月には、第16回センス・オブ・ジェンダー賞「未来にはばたけアイドル賞」を受賞している。2019年7月には「暗黒声優」で第50回星雲賞日本短編部門を受賞した。

## 作品リスト

### 小説
単行本
- 最後にして最初のアイドル（2018年1月 ハヤカワ文庫JA）
  - 「最後にして最初のアイドル」（2016年11月 早川書房【電子書籍】 / 再録：『伊藤計劃トリビュート2』2017年1月 ハヤカワ文庫JA）
  - 「エヴォリューションがーるず」（2017年7月 早川書房【電子書籍】）
  - 「暗黒声優」（書き下ろし）
- これは学園ラブコメです。（2019年4月 ガガガ文庫）
- 大進化どうぶつデスゲーム（2019年4月 ハヤカワ文庫JA） - 冒頭部のみ『S-Fマガジン』2019年4月号に先行掲載された。
- 大絶滅恐竜タイムウォーズ（2019年12月 ハヤカワ文庫JA）

雑誌等掲載作品
- 「【自己紹介】はじめまして、バーチャルCTuber 真銀アヤです。」（『小説すばる』2018年10月号 掲載）
- 「幽世知能」（初出：『S-Fマガジン』2019年2月号 / 再録：『アステリズムに花束を 百合SFアンソロジー』2019年6月 ハヤカワ文庫JA）
- 「理由農作錬金術師アイティ」（『三田文学』2019年春季号 掲載）
- 「札幌 vs. 那覇」（『文芸ラジオ』第5号（京都造形芸術大学東北芸術工科大学出版局藝術学舎発行、2019年7月）掲載)
- 「いつでも、どこでも、永遠に。」（『NOVA 2019年秋号』2019年8月 河出文庫 収録）
- 「断φ圧縮」（『Sci-Fire 2019』2019年11月 / 『ベストSF2020』大森望編 2020年7月 竹書房文庫 収録）
- 「また春が来る」（『S-Fマガジン』2020年8月号 掲載）
- 「三原則の盲点」（『小説すばる』2020年11月号 掲載）
- 「世界の真理を表す五枚のスライドとその解説、および注釈」（『異常論文』樋口恭介編 2021年10月 ハヤカワ文庫JA 収録）
- 「非-魔法少女」（『魔法少女まどか☆マギカ 10th Anniversary Book』第1巻 - 第3巻連載）
- 「カレー・コンピューティング計画」（『S-Fマガジン』2023年10月号 掲載）

### エッセイ・評論等
- 「草野原々インタビュウ」 - 『S-Fマガジン』2016年12月号 掲載
- 「Oh ! マイアイドル」 - 『小説すばる』2017年2月号 掲載
- 「『けものフレンズ』はなぜSFとして「すっごーい!」のか」 - 『S-Fマガジン』cakes版（Web上）2017年2月17日 掲載
- 「塾員クロスロード」 - 『三田評論』2017年5月号 掲載
- 「『最後にして最初のアイドル』星雲賞受賞記念インタビュウ」 - 『S-Fマガジン』cakes版（Web上）2017年7月22日 掲載
- 「SF映画総解説 ホーリー・マウンテン」- 『S-Fマガジン』2017年10月号 掲載
- 「書評| 久木田水生、神崎宣次、佐々木拓 著 『ロボットからの倫理学入門』」 - 『応用倫理』第10号（北海道大学大学院文学研究科応用倫理研究教育センター、2017年11月30日） 掲載
- 「『ブラック★ロックシューター』から読み解く情動の哲学と人生の価値」- 『ユリイカ』2018年3月臨時増刊号 総特集=岡田麿里（青土社、2018年2月26日） 掲載
- 「百合が俺を人間にしてくれた【2】――対談◆宮澤伊織×草野原々」 - HAYAKAWA BOOKS & MAGAZINES（HAYAKAWA ONLINE、2018年9月13日） 掲載
- 「デジタルゲームのむなしさと人生のむなしさ」 - 『プレイヤーはどこへ行くのか――デジタルゲームへの批評的接近』（限界研 編/竹本竜都・宮本道人 編著、南雲堂、2018年12月15日） 収録
- 「おしえて! 新シリーズ!」 - 『ガ報』No.144（小学館、2019年4月発行）掲載
- 「『三体』の創作メソッドを考えてみる」 - 『文學界』2019年10月号 掲載
- 「2020年のわたし」 - 『SFが読みたい! 2020年版』（S‐Fマガジン編集部、早川書房、2020年2月10日）掲載
- 「世界の真理へと至る、奇妙な旅」- 『S-Fマガジン』2020年10月号 掲載
- 「〈90年代生まれが起こす文学の地殻変動〉アンケート」 - 『文藝』2020年冬季号
- 「2021年のわたし」 - 『SFが読みたい! 2021年版』（S‐Fマガジン編集部、早川書房、2021年2月10日）掲載
- 「2022年のわたし」 - 『SFが読みたい! 2022年版』（S‐Fマガジン編集部、早川書房、2022年2月10日）掲載
- 「2023年のわたし」 - 『SFが読みたい! 2023年版』（S‐Fマガジン編集部、早川書房、2023年2月10日）掲載

### 講演等
- 「『けものフレンズはSFなのです』『なのです』」- 『はるこん』にて。2017年4月23日
- 「げんげんの『ラブライブ!』トーク」 - 『ドンブラコンLL』にて。2017年8月27日
- 「平成最後の夏と百合 宮澤伊織×草野原々」 - 秋葉原、書泉ブックタワーにて。2018年8月24日